# Nono
Nono és una població de Guinea amb entre 1000 i 2000 habitants.
Antigament, al segle xix fou capital de l'Oulada. Fou ocupada per Samori Turé el 1879. El 1889 Aguibou, rei del Dinguiray, esperonat per Ahmadu Tall de Ségou (que era el seu germà gran) i per Samori Turé, havia organitzat un petit exèrcit i s'havia unit a Soriba, un cap de banda independent però que de fet servia a Samori, i s'havien establert a Sanguiana, una gran població del Baleya, on es preparaven per atacar als francesos. Archinard va avançar llavors contra Sanguiana, i en acostar-se els enemics van fugir; tota la província de Baleya es va sotmetre. Angoixat, Aguibou va tornar al Dinguiray i va fer protestes de la seva amistat amb França; en endavant de fet no va causar cap altre problema als colonialistes. Quant a Soriba, es va refugiar a Kébeia, al Oulada (a la part centro-occidental). La columna francesa el va perseguir però la població de Kébeia els va enganyar i va comunicar als francesos que els sofes havien fugit cap al sud a Banko. Finalment alguns presoners van revelar la veritat; llavors Kébeia fou incendiada; no obstant Soriba va poder escapar cap al Futa Djalon. Els natius, que havien fugit de les seves cases, van demanar perdó i foren autoritzats a reconstruir les cases cremades; poc després tot l'Oulada va reconèixer la sobirania francesa i es va signar la corresponent convenció entre Archinard i els caps de la província. Archinard va retornar llavors a Siguiri. Durant la hivernada Samori va fer incursions al Oulada atacant també Dioni-Mori, al Bouré; tots els combats foren favorables als francesos i el capità Besançon es va mostrar força hàbil. No obstant la capital de l'Oulada, Nono, es va revoltar contra els francesos. Un sergent i 12 tiradors foren enviats des de Kouroussa i van forçar la rendició dels rebels. Poc després Soriba va retornar a la regió i llavors una posició de 12 tiradors fou instal·lada a Banko (que fou suprimida uns mesos després). Mentre el faama Tieba de Sikasso va reprendre la lluita contra Samori.
Quan una columna francesa va arribar a Nono el juny de 1891 (manada pel capità Réjou) buscant als sofes, van fer tard, doncs els guerrers ja havien fugit, una part cap a l'altre costat del Níger i la resta cap a Toumania (una població amb aquest nom, però diferent de la Toumania de Firiya, situada a l'altre costat del Tankisso, fora dels dominis francesos). Réjou va retornar a Kouroussa.